# 200 mètres papillon féminin aux Jeux olympiques d'été de 2024
Cet article traite de l'épreuve féminine. Pour la compétition masculine, voir 200 mètres papillon masculin aux Jeux olympiques d'été de 2024.
Navigation
Tokyo 2020 Los Angeles 2028
Le 200 mètres papillon féminin est une épreuve de natation des Jeux olympiques d'été de 2024 qui a lieu les 31 juillet et 1er août 2024 à la Paris La Défense Arena. 

## Médaillées
| Or                    | Argent            | Bronze            |
| Summer McIntosh (CAN) | Regan Smith (USA) | Zhang Yufei (CHN) |

## Records
Avant cette compétition, les records dans cette discipline étaient :
| Record du monde  | 2:01.81 | Liu Zige          | 21 octobre 2009 | Jinan, Chine |
| Record olympique | 2:03.86 | Zhang Yufei (CHN) | 29 juillet 2021 | Tokyo, Japon |

## Calendrier
| Date                | Horaire | Manche       |
| ------------------- | ------- | ------------ |
| Mercredi 31 juillet | 11 h 00 | Séries       |
| Mercredi 31 juillet | 20 h 30 | Demi-finales |
| Jeudi 1er août      | 20 h 30 | Finale       |

## Résultats détaillés

### Séries éliminatoires
Les seize meilleurs temps se qualifient pour les demi-finales (Q).
| Rang | Série | Ligne | Athlète                | Pays               | Temps         | Remarque |
| ---- | ----- | ----- | ---------------------- | ------------------ | ------------- | -------- |
| 1    | 3     |       | Zhang Yufei            | Chine              | 2 min 6 s 55  | Q        |
| 2    | 2     |       | Regan Smith            | États-Unis         | 2 min 6 s 99  | Q        |
| 3    | 3     |       | Abbey Lee Connor       | Australie          | 2 min 7 s 13  | Q        |
| 4    | 2     |       | Helena Rosendahl Bach  | Danemark           | 2 min 7 s 34  | Q        |
| 5    | 2     |       | Alex Shackell          | États-Unis         | 2 min 7 s 49  | Q        |
| 6    | 3     |       | Summer McIntosh        | Canada             | 2 min 7 s 7   | Q        |
| 7    | 1     |       | Keanna Louise Macinnes | Grande-Bretagne    | 2 min 8 s 46  | Q        |
| 8    | 1     |       | Elizabeth Dekkers      | Australie          | 2 min 8 s 97  | Q        |
| 9    | 2     |       | Airi Mitsui            | Japon              | 2 min 9 s 12  | Q        |
| 10   | 2     |       | Boglarka Kapas         | Hongrie            | 2 min 9 s 28  | Q        |
| 11   | 3     |       | Chen Luying            | Chine              | 2 min 9 s 31  | Q        |
| 12   | 1     |       | Lana Pudar             | Bosnie-Herzégovine | 2 min 9 s 32  | Q        |
| 13   | 3     |       | Georgia Damasioti      | Grèce              | 2 min 9 s 55  | Q        |
| 14   | 1     |       | Laura Stephens         | Grande-Bretagne    | 2 min 10 s 46 | Q        |
| 15   | 3     |       | Hiroko Makino          | Japon              | 2 min 10 s 79 | Q        |
| 16   | 1     |       | Laura Cabanes Garzas   | Espagne            | 2 min 10 s 82 | Q        |
| 17   | 2     |       | Anja Crevar            | Serbie             | 2 min 18 s 46 |          |
| 18   | 1     |       | Alondra Ortiz          | Costa Rica         | 2 min 18 s 56 |          |
| 19   | 3     |       | Lia Lima               | Angola             | 2 min 19 s 21 |          |

### Demi-finales
Les huit meilleurs temps se qualifient pour la finale (F).
| Rang | Série | Ligne | Athlète                | Pays               | Temps         | Remarque |
| ---- | ----- | ----- | ---------------------- | ------------------ | ------------- | -------- |
| 1    | 1     |       | Summer McIntosh        | Canada             | 2 min 4 s 87  | F        |
| 2    | 1     |       | Regan Smith            | États-Unis         | 2 min 5 s 39  | F        |
| 3    | 2     |       | Zhang Yufei            | Chine              | 2 min 6 s 9   | F        |
| 4    | 1     |       | Elizabeth Dekkers      | Australie          | 2 min 6 s 17  | F        |
| 5    | 2     |       | Alex Shackell          | États-Unis         | 2 min 6 s 46  | F        |
| 6    | 1     |       | Helena Rosendahl Bach  | Danemark           | 2 min 6 s 65  | F        |
| 7    | 2     |       | Abbey Lee Connor       | Australie          | 2 min 7 s 10  | F        |
| 8    | 1     |       | Laura Stephens         | Grande-Bretagne    | 2 min 7 s 53  | F        |
| 9    | 2     |       | Keanna Louise Macinnes | Grande-Bretagne    | 2 min 8 s 4   |          |
| 10   | 2     |       | Chen Luying            | Chine              | 2 min 8 s 7   |          |
| 11   | 2     |       | Airi Mitsui            | Japon              | 2 min 8 s 71  |          |
| 12   | 1     |       | Lana Pudar             | Bosnie-Herzégovine | 2 min 8 s 74  |          |
| 13   | 2     |       | Hiroko Makino          | Japon              | 2 min 9 s 16  |          |
| 14   | 1     |       | Boglarka Kapas         | Hongrie            | 2 min 9 s 23  |          |
| 15   | 2     |       | Georgia Damasioti      | Grèce              | 2 min 10 s 25 |          |
| 16   | 1     |       | Laura Cabanes Garzas   | Espagne            | 2 min 10 s 60 |          |

### Finale
| Rang                                | Ligne | Athlète               | Pays            | Temps        | Remarque |
| ----------------------------------- | ----- | --------------------- | --------------- | ------------ | -------- |
| Médaille d'or, Jeux olympiques      |       | Summer McIntosh       | Canada          | 2 min 3 s 3  | OR       |
| Médaille d'argent, Jeux olympiques  |       | Regan Smith           | États-Unis      | 2 min 3 s 84 |          |
| Médaille de bronze, Jeux olympiques |       | Zhang Yufei           | Chine           | 2 min 5 s 9  |          |
| 4                                   |       | Elizabeth Dekkers     | Australie       | 2 min 7 s 11 |          |
| 4                                   |       | Helena Rosendahl Bach | Danemark        | 2 min 7 s 11 |          |
| 6                                   |       | Alex Shackell         | États-Unis      | 2 min 7 s 73 |          |
| 7                                   |       | Abbey Lee Connor      | Australie       | 2 min 8 s 15 |          |
| 8                                   |       | Laura Stephens        | Grande-Bretagne | 2 min 8 s 82 |          |